# Шишмарёв (аэропорт)
Аэропорт Шишмарёв (англ. Shishmaref Airport), (ИАТА: SHH, ИКАО: PASH, FAA LID: SHH) — государственный гражданский аэропорт, расположенный в 1,85 километрах к югу от центра населённого пункта Шишмарёв (Аляска), США.

## Операционная деятельность
Аэропорт Шишмарёв находится на высоте 4 метров над уровнем моря и эксплуатирует одну взлётно-посадочную полосу:
- 5/23 размерами 1524 х 21 метров с асфальтовым покрытием.5040

По данным статистики Федерального управления гражданской авиации США услугами аэропорта в 2007 году воспользовалось 4732 человека, что на 6 % меньше в сравнении с предыдущим годом (5040 пассажиров в 2006 году)